# Episodi di Millennium (prima stagione)
La prima stagione della serie televisiva Millennium è stata trasmessa negli Stati Uniti dal 25 ottobre 1996 al 16 maggio 1997 su Fox.
In Italia la stagione è andata in onda consecutivamente dal 21 settembre 1997 al 21 gennaio 1998 su Italia 1 sino al penultimo episodio. L'ultimo episodio è andato in onda il 7 giugno 1999, sempre su Italia 1.
| nº | Titolo originale                              | Titolo italiano          | Prima TV USA     | Prima TV Italia   |
| -- | --------------------------------------------- | ------------------------ | ---------------- | ----------------- |
| 1  | Pilot                                         | La profezia              | 25 ottobre 1996  | 21 settembre 1997 |
| 2  | Gehenna                                       | Il fuoco della Gehenna   | 1º novembre 1996 | 21 settembre 1997 |
| 3  | Dead Letters                                  | La sfida                 | 8 novembre 1996  | 28 settembre 1997 |
| 4  | The Judge                                     | Il giudice               | 15 novembre 1996 | 28 settembre 1997 |
| 5  | 522666                                        | Il dinamitardo           | 22 novembre 1996 | 5 ottobre 1997    |
| 6  | Kingdom Come                                  | Il serial killer         | 29 novembre 1996 | 5 ottobre 1997    |
| 7  | Blood Relatives                               | Relazioni di sangue      | 6 dicembre 1996  | 12 ottobre 1997   |
| 8  | The Well-Worn Lock                            | Un cittadino stimato     | 20 dicembre 1996 | 12 ottobre 1997   |
| 9  | Wide Open                                     | Il testimone             | 3 gennaio 1997   | 19 ottobre 1997   |
| 10 | The Wild and the Innocent                     | Un caso particolare      | 10 gennaio 1997  | 26 ottobre 1997   |
| 11 | Weeds                                         | Il purificatore di anime | 24 gennaio 1997  | 2 novembre 1997   |
| 12 | Loin Like a Hunting Flame                     | L'innocenza perduta      | 31 gennaio 1997  | 9 novembre 1997   |
| 13 | Force Majeure                                 | Il grande cataclisma     | 7 febbraio 1997  | 16 novembre 1997  |
| 14 | The Thin White Line                           | La reincarnazione        | 14 febbraio 1997 | 17 dicembre 1997  |
| 15 | Sacrament                                     | Il marchio di Lucifero   | 21 febbraio 1997 | 17 dicembre 1997  |
| 16 | Covenant                                      | Patto con la morte       | 21 marzo 1997    | 7 gennaio 1998    |
| 17 | Walkabout                                     | L'esperimento            | 28 marzo 1997    | 7 gennaio 1998    |
| 18 | Lamentation                                   | L'essenza del male       | 18 aprile 1997   | 14 gennaio 1998   |
| 19 | Powers, Principalities, Thrones and Dominions | Il messaggero            | 25 aprile 1997   | 14 gennaio 1998   |
| 20 | Broken World                                  | Il piacere di uccidere   | 2 maggio 1997    | 21 gennaio 1998   |
| 21 | Maranatha                                     | L'apocalisse             | 9 maggio 1997    | 21 gennaio 1998   |
| 22 | Paper Dove                                    | Pericolo per Catherine   | 16 maggio 1997   | 7 giugno 1999     |

## La profezia
- Titolo originale: Pilot
- Diretto da: David Nutter
- Scritto da: Chris Carter

### Trama
L'investigatore e sensitivo Frank Black si trasferisce a Seattle con la famiglia, la moglie Catherine e la piccola Jordan. In città avviene un efferato omicidio di una spogliarellista e Black si propone alla polizia locale, con la quale aveva collaborato anni prima.

## Il fuoco della Gehenna
- Titolo originale: Gehenna
- Diretto da: David Nutter
- Scritto da: Chris Carter

### Trama
Black si reca San Francisco dove stanno avvenendo cruenti omicidi legati a qualche misterioso rituale.

## Il serial killer
- Titolo originale: Kingdom Come
- Diretto da: Winrich Kolbe
- Scritto da: Jorge Zamacona

### Trama
Una serie di omicidi rituali su sacerdoti spinge Black ad indagare: le modalità sembrano simili a quelle di una serie di casi irrisolti di qualche anno prima, su cui l'investigatore e la sua collega avevano invano svolto delle indagini.
- Guest star: Lindsay Crouse (Ardis Cohen)

## Il dinamitardo
- Titolo originale: 522666
- Diretto da: David Nutter
- Scritto da: Glen Morgan e James Wong

### Trama
Washington: un folle dinamitardo provoca una strage in un bar, provando un piacere fisico nell'attuarla. Frank Black accorre sul posto e ha inizio una caccia all'uomo, in cui l'assassino gioca con la polizia che cerca di rintracciarlo, fornendo a Black indizi sulle prossime esplosioni e instaurando un rapporto di confidenza. Black e la squadra arrivano sempre un attimo dopo rispetto al folle, che pianifica le sue azioni nei minimi dettagli, compreso il suo falso gesto di eroismo nel salvare delle persone da un'esplosione di un edificio. Anche la sua stessa morte, per mano di un cecchino mentre sta minacciando al telefono Black, risulta essere programmata e la polizia non può che prendere atto degli avvenimenti.